# 2017 en physique
Cet article présente les faits marquants de l'année 2017 en physique.

## Évènements
- octobre 2017 : Silvina Ponce Dawson est nommée vice-présidente de l'Union internationale de physique pure et appliquée[1].

## Prix
- Prix Nobel de physique : 
  - Rainer Weiss pour leurs contributions décisives au détecteur LIGO et à l'observation des ondes gravitationnelles[2].
  - Barry C. Barish et Kip Thorne pour leurs contributions décisives au détecteur LIGO et à l'observation des ondes gravitationnelles[2].
- Prix Wolf de physique : Michel Mayor[3] et Didier Queloz[4] pour la première découverte d'une exoplanète en orbite autour d'une étoile de type solaire[5],[6].
- Médaile Hughes : Peter Bruce (en)[7]
- Prix Sakurai : Gordon L. Kane (en), Howard E. Haber (en), Jack F. Gunion (en) et Sally Dawson (en)[8]
- Prix ACP-CRM : Raymond Laflamme[9],[10]
- Médaille Boas : David McClelland (en) [11],[12]
- Médaille Brockhouse : Yong Baek Kim « pour ses travaux de chef de file concernant les effets de l'ample  couplage Russell-Saunders »[13],[14]

## Décès
- 4 janvier : Heinz Billing (en) (né en 1914), physicien allemand.
- 8 février[15] : Peter Mansfield (né en 1933), physicien britannique et prix Nobel de physiologie ou médecine 2003[16].
- 20 février[17] : Mildred Dresselhaus (née en 1930), physicienne américaine, récipiendaire de la médaille présidentielle de la Liberté et de la National Medal of Science, « reine de la science carbone ».

- 26 février : Ludvig Faddeev (né en 1934), physicien et mathématicien russe.

- 7 mars[18] : Hans Georg Dehmelt (né en 1922), physicien germano-américain et prix Nobel de physique 1989[19].
- 29 mars[20] : Alekseï Abrikossov (né en 1928), physicien russo-américain et prix Nobel de physique 2003[21].

- 8 mai[22] : Cécile DeWitt-Morette (née en 1922), mathématicienne et physicienne française.

- 6 juin : Walter Noll (né en 1925), mathématicien et physicien américain.

- 5 septembre[23] : Nicolaas Bloembergen (né en 1920), physicien américano-néerlandais et prix Nobel de physique 1981[24].
- 2 novembre[25] : Francis Allotey (né en 1932), physicien mathématicien ghanéen.
- 6 décembre : Gao Bolong (né en 1928), physicien chinois des lasers.